# Ludwik I Wirtemberski
Ludwik I Wirtemberski (ur. ok. 1119  – zm. 1158) – hrabia Wirtembergii w latach 1143–1158.
Syn Konrada II Wirtemberskiego i Jadwigi. Wraz z bratem w latach 1134-1154 przebywali na dworze króla Konrada III i cesarza Fryderyka I Barbarossy.
Ludwik był pierwszym z domu Wirtembergów, który używał tytułu Hrabia-Graf